# Grobniki
Grobniki (cz. Hrobníky, niem. Gröbnig, dawniej Krebnick) – wieś w Polsce położona w województwie opolskim, w powiecie głubczyckim, w gminie Głubczyce.
W latach 1954–1961 wieś należała i była siedzibą władz gromady Grobniki, po jej zniesieniu w gromadzie Głubczyce. 

## Historia (odpis z ksiąg parafialnych)
Od XIII wieku do momentu sekularyzacji w 1810 roku, gdy nastąpiła kasacja dóbr zakonnych, Grobniki należały do zakonu joannitów.
Grobnikom podlegały wówczas wsie czynszowe takie jak: Debrzyca, Dziećmarów, Babice, Lisięcice, Nowe Sady, Jaroniów, Bernacice, Ludmierzyce. Komtur, jako przełożony klasztoru joannitów mieszkał w zamku grobnickim od 1535 roku. Jako właściciel był patronem dla kościołów i szkół, wsi i miast takich jak: Głubczyce, Koźle oraz Biała Prudnicka. W kościołach duszpasterzami byli duchowni zakonu joannitów.
Od 1283 roku do reformacji joannici mieszkali w dworze w Głubczycach, który stał na miejscu obecnego kościoła ewangelickiego. W 1535 roku przenieśli się do Grobnik i zbudowali tu szpital, ponieważ mieszkańcy Głubczyc przeszli na luteranizm. W roku 1613 śląski regionalista i historyk Mikołaj Henel z Prudnika wymienił miejscowość w swoim dziele o geografii Śląska pt. Silesiographia podając jej łacińską nazwę: Greibnigk commenda.
Budynki majątku Grobniki znajdowały się w pobliżu kościoła i graniczyły z cmentarzem. Do dziś zachowały się browar i młyn zamkowy.
W 1810 roku podczas sekularyzacji dóbr kościelnych w Prusach zlikwidowano majątki biskupów, kapituły katedralnej, 20 kolegiat, 9 komend, 4 probostw wikarialnych, 41 męskich i 14 żeńskich klasztorów. Zarząd nad Grobnikami objął tajny radca Fryderyka Wilhelma – Bernard Prittwitz, który kupił je za 70 000 talarów (po śmierci został pochowany w grobie blisko zachodniego wejścia[wejścia do czego?]).
W 1841 roku majątek Grobniki został kupiony za 135 000 talarów przez kupca Józefa Polko, który rok później sprzedał go za 160 000 talarów radcy Karolowi Frusonowi. Kolejnym właścicielem w 1843 roku został Samuel Mendel Berliner kupiec z Białej Prudnickiej, który zapłacił za majątek 153 000 talarów. Sprzedał go częściowo w 1844 i 1859 roku za około 270 000 talarów.
Na północy Grobnik ku miejscowości Lisięcice stał dwór zwany „Maczuga Owcza” należący do Grobnik. Od głubczyckiej ulicy prowadziła aleja topoli. W tym miejscu miał miejsce w 1834 roku pierwszy wyścig konny na Górnym Śląsku. Start odbył się na moście Połencki.
W roku 1855 grunty przeszły w ręce chłopów. Z biegiem czasu budynki gospodarcze znikły. Obecnie na ich miejscu znajduje się mały gaik w dolinie ciągnącej się do zamku. W kierunku południowo-zachodnim rósł przyjemny gaik zwany wówczas świątynią Sybilli, gdzie bogini miała swą statuę. Gaik ten został jednak wykarczowany około 1850 roku, kilka lat później zniesiono również świątynię. Przedłużenie tej doliny za szosą Bernacicką nosi nazwę „Lasu szubienicy”, aczkolwiek lasu tam nie ma. Służby komtura mającego dawniej sędziostwo właśnie tam wykonywały wyroki (przeważnie śmierci).
W 1723 roku w Grobnikach było dwóch sędziów: Adam Kuhmeiser i Baltazar Proske, 55 chłopów, 39 małorolnych. W 1837: 55 chłopów, 35 małorolnych i 77 chałupnych. W 1755 roku komtur Grobnik przywłaszczył sobie pieniądze kościelne, w 1766 oskarżono go i zobowiązano, aby wypłacił kościołowi sumę rzędu 17.79 guldenów długu z 5% czynszem. Od 1755 roku zajęto majątki komturii. W czasie wojen śląskich częstokroć wymuszano od komtura pieniądze, a ten musiał je płacić celem zabezpieczenia dworu i majątku od spustoszeń. Gdy komtur zobowiązał się do kwartalnego spłacania długów jego majątki uwolniono.
W październiku 1912 roku utworzono nowy inspektorat szkolny pod dyrekcją Dyrektora Królewskiego Seminarium w Głubczycach. Do inspektoratu tego należały: Grobniki, Debrzyca, Królowe, Głubczyce.
Po wojnie we wsi postawiono pomnik żołnierzy radzieckich w miejscu walki i śmierci załogi czołgu młodszego lejtnanta W. Nielubowa z 242 brygady 31 samodzielnego Korpusu Pancernego 1 Frontu Ukraińskiego. Dowodzący płonącym czołgiem lejtnant staranował nim czołg niemiecki. Pośmiertnie odznaczony został Złotą Gwiazdą Bohatera Związku Radzieckiego.

## Zabytki
Do wojewódzkiego rejestru zabytków wpisane są:
- zespół urbanistyczny wsi z XVIII w.-XIX w.
- kościół parafialny pod wezwaniem Ścięcia św. Jana Chrzciciela z połowy XV wieku, 1700 r., zbudowany w początkach XIII w., przebudowany w 1904 roku, wieża kościelna z XVII wieku. Nowy wielki ołtarz wykonał w 1889 roku rzeźbiarz z Głubczyc – Paul Ondrusch. Boczne ołtarze są poświęcone Matce Bożej i Św. Barbarze. Organy kościelne zostały zbudowane w 1889 przez Hassa z Głubczyc. Od 1945 r. w kościele znajduje się wotywny obraz Matki Boskiej Częstochowskiej z Nastasowa[9] koło Tarnopola z początku XVIII w. Na zewnątrz kościoła przy apsydzie stoi kamienna Grupa Ukrzyżowania oraz upamiętnienie około 80 Grobniczan poległych w czasie I wojny światowej (projekt Paula Ondrusch z Głubczyc).
- plebania, XVIII w.

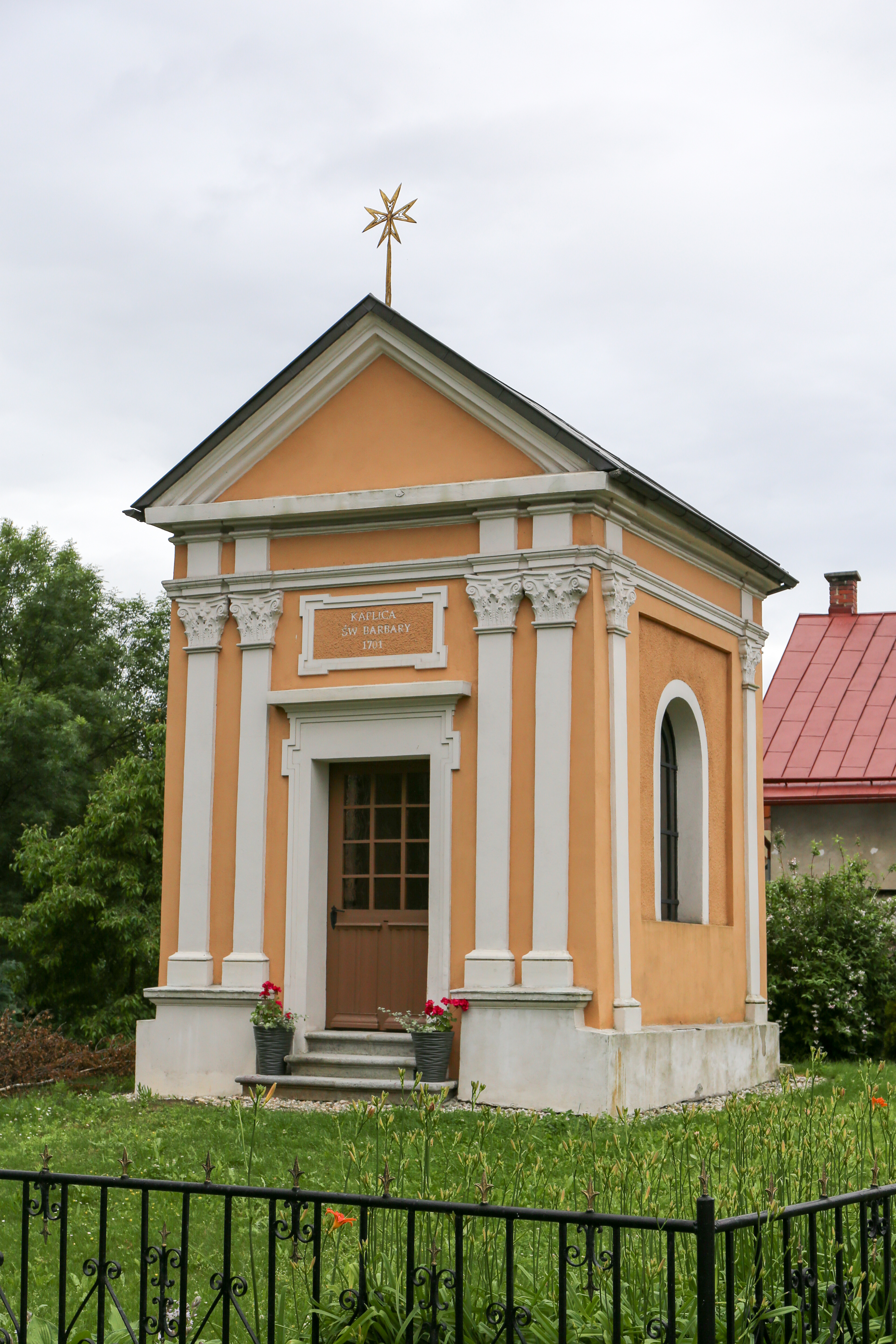
Kaplica pw. św. Barbary

- Kaplica św. Barbary z 1701 roku, obok kościoła parafialnego. Pochodzi z przełomu wieków XVII i XVIII w. W jej sąsiedztwie znajduje się źródełko. Jego woda, według miejscowych przekazów od XVII w., posiadała cudowną moc. Źródełko do końca II wojny światowej było jednym z większych miejsc pielgrzymkowych Śląska
- zespół zamkowy w skład którego wchodzi: komturia joannitów, XVI-XVIII w., 1843 roku i park. Zamek jako budynek trzypiętrowy zbudował komtur baron Jerzy Prószkowski z Prószkowa. Do XXI wieku zachowały się z niewielkimi zmianami obie dolne kondygnacje. Górne, trzecie piętro zamku zostało zburzone przez Samuela Mendel Berlinera[10].
- dom, ul. Dolna 1, z pocz. XIX w.
  - brama i furta
- dom, ul. Gliwicka 1, z poł. XIX w.
  - brama i furta
- dom, ul. Głubczycka 13, z poł. XIX w. (nie istnieje)
- dom, ul. św. Jana 4, z poł. XIX w. (wypis z księgi rejestru)
- zagroda, ul. św. Jana 8/10, z poł. XIX w.
- dom, ul. Kościelna 8
- dom, ul. Kościelna 10, z pocz. XIX w.
- zagroda, ul. Szkolna 10
- dom, ul. Szkolna 38:
  - brama i dwie furty
- dom, ul. Szkolna 42, z pocz. XIX w.:
  - brama i furta
- dom, ul. Szkolna 44/46, z pocz. XIX w.:
  - brama i furta
- zagroda, ul. Szkolna 48:
  - dom
  - brama i furta
- zagroda, ul. Szkolna 52/53, dwa domy
- zagroda, ul. Szkolna 57, z poł. XIX w.:
  - dom (nie istnieje)
  - ogrodzenie z bramą i furtą, nie istnieje
- zagroda, ul. Szkolna 60:
  - dom
  - spichrz
  - brama
- zagroda, ul. Szkolna 63:
  - dom

Zabytki nieistniejące:
- Szkoła została zbudowana w 1780 roku, a zburzona w 1839 i na jej miejscu zbudowano szkołę z dwoma klasami, pomieszczeniem nauczycielskim i jednym pokojem dla adiutanta. W 1887 roku gmina zbudowała drugą szkołę, która miała 4 klasy i mieszkania dla dwóch nieżonatych nauczycieli. W 1888 roku uczęszczało do niej 30 uczniów z Grobnik i z Debrzyc. Koszty nauki pokrywał rząd królewski[6].

## Osoby związane ze wsią
We wsi urodzili się muzykolog Carl Proske oraz pedagog muzyczny i kompozytor Bernhard Kothe.